# Absetzmulde

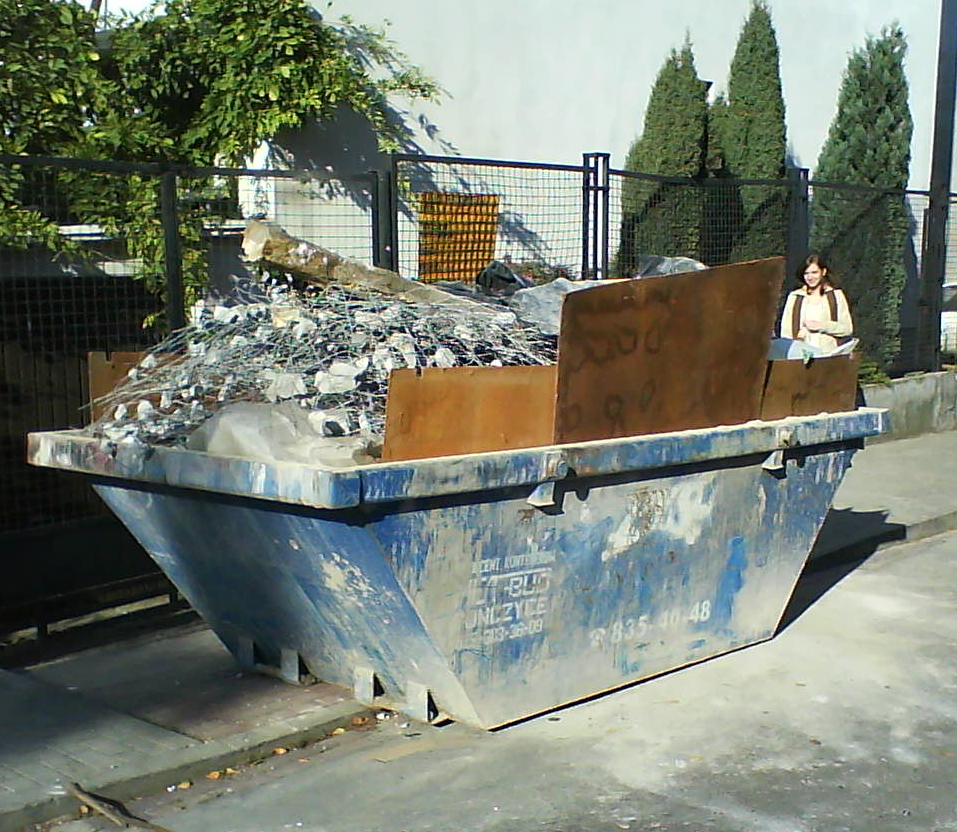
Absetzmulde (Form S)

Eine Absetzmulde (auch Absetzcontainer oder Bauschutt-Container), umgangssprachlich auch Mulde oder Schuttmulde genannt, ist ein Container zum Transport von grobem Schüttgut wie Bauschutt, Mutterboden, Kies u. ä. Sie unterscheidet sich von einem Abrollbehälter darin, dass sie beim Beladen auf einen Lastwagen (Absetzkipperfahrzeug) vollständig vom Boden abgehoben, letzterer jedoch nur an einem Ende angehoben wird. Der Abrollbehälter hat am anderen Ende Rollen, auf denen er vorerst auf dem Boden und später auf einer Rampe auf den Lastwagen (Wechselladerfahrzeug) hinauf rollt.
Absetzmulden werden vorwiegend im Baugewerbe verwendet, aber auch in der gewerblichen und privaten Abfallentsorgung von weniger dichten Materialien wie Baustellenabfällen, Sperrmüll, Grüngut und Kartonagen.
Mulden gibt es in Größen von 1 m³ Inhalt an, die Minimulden. Die Standardgröße liegt bei 7 m³. Abrollcontainer dagegen können bis zu 40 m³ Volumen aufweisen. Container sind in ihren Maßen und Ausführungen in der DIN 30720 genormt.
Der Vorteil eines Absetzkipperfahrzeugs mit Absetzmulden gegenüber einem Kipplastwagen besteht darin, dass die Mulde über längere Zeit abgestellt und befüllt und das Fahrzeug anderweitig verwendet werden kann. Außerdem ist die Schüttkante zum Befüllen der Absetzmulde niedriger.
Weil die Absetzmulde nicht auf dem Boden rollen muss, kann sie  auch auf unbefestigten Flächen abgestellt werden, was ein weiterer Vorteil gegenüber einem  Abrollbehälter ist.
Obwohl sie eine Domäne der Lkw-Logistik und des Nahverkehrs sind, werden Absetzmulden auch häufig in Bauzügen der Deutschen Bahn verwendet.

## Begriff
In der Schweiz haben sich einheitliche Begriffe für die verschiedenen Muldentypen durchgesetzt. So unterscheidet man zwischen Stadtmulde, Tormulde, Flachmulde, Schlammmulde, Allzweckmulde oder Sperrgutmulde.

## Bauarten und Nennvolumen

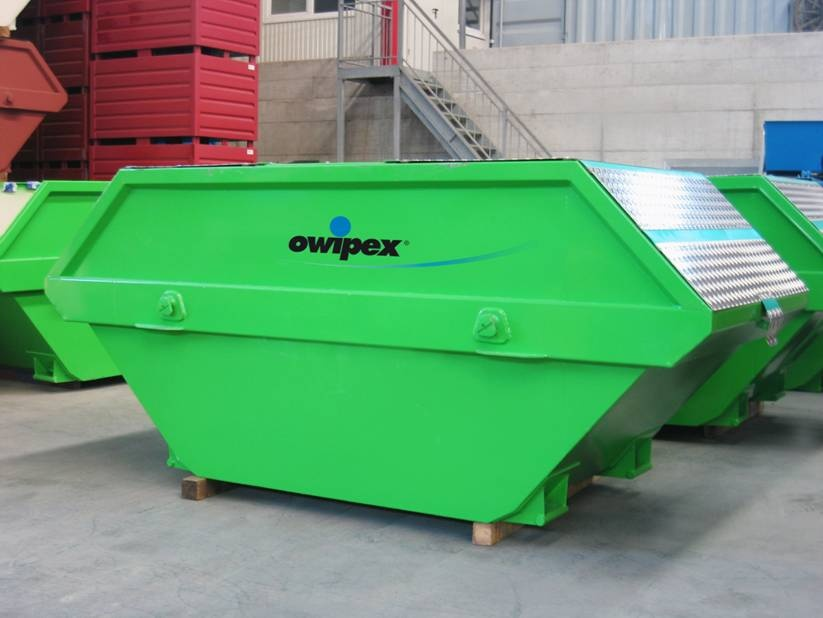
Stadtmulde (Form SD)

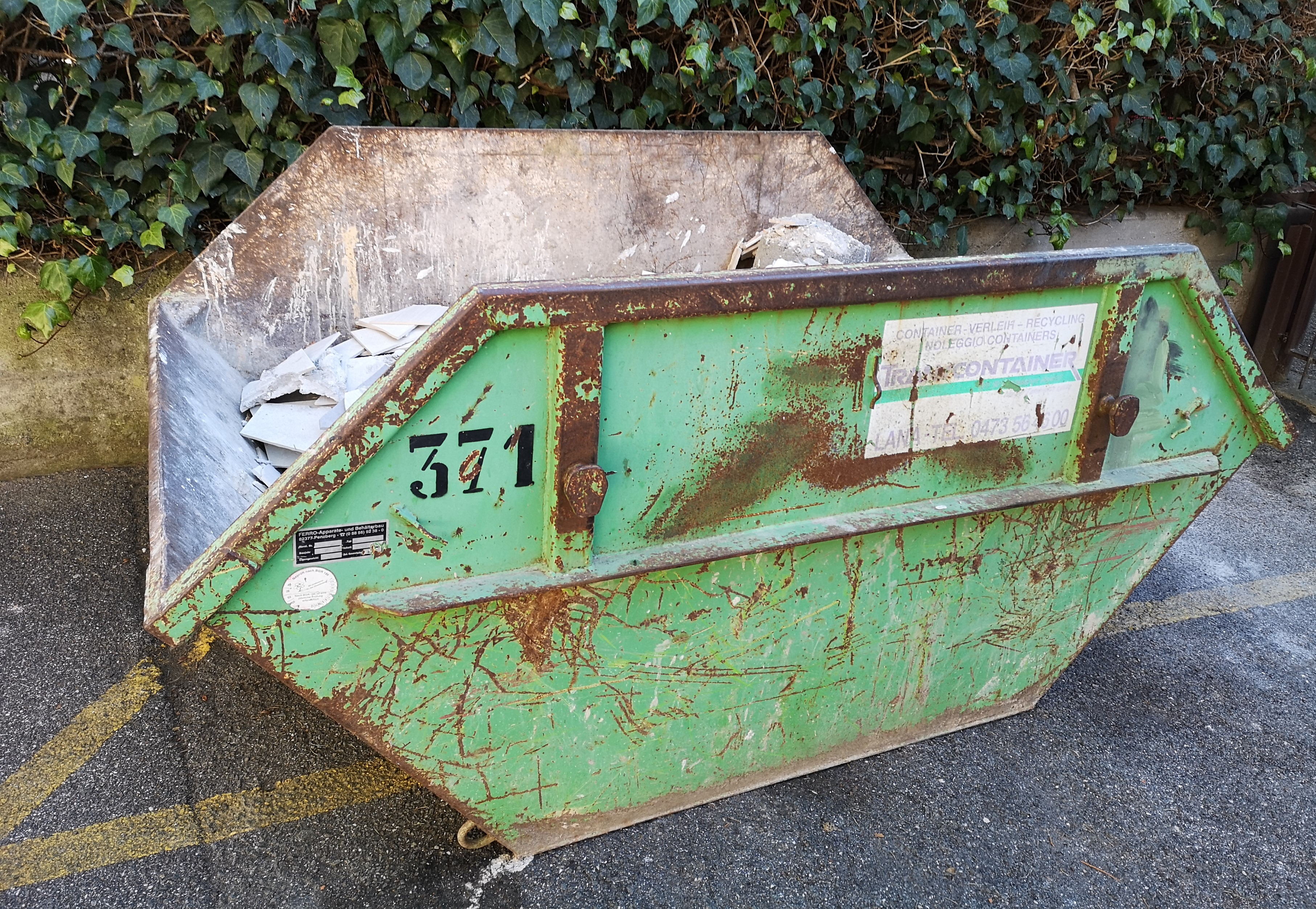
Offene symmetrische Mulde

Es gibt drei normierte Formen:
asymmetrisch, offen (A)
hat eine tief ausgeschnittene Seite mit einer Schüttkante und wird meist nur von einer Seite beladen. Es gibt Mulden der Form A mit einem Nennvolumen von 5,5 m³, 7 m³, 10 m³ und 15 m³
symmetrisch, offen (S)
kann mit zwei Schüttkanten von beiden Seiten beladen werden. Das Nennvolumen liegt zwischen 5 m³, 7,5 m³, 10 m³ und 20 m³
symmetrisch, mit Deckeln (SD)
auch genannt Stadtmulde, kann ebenfalls von beiden Seiten beladen werden, ist aber mit einem Deckel versehen. Bedingt durch strengere Umweltgesetze, werden immer häufiger Stadtmulden (Deckelmulden) im Bau- und Recycling-Gewerbe eingesetzt. Durch den Deckel wird verhindert, dass Regenwasser Substanzen aus dem Abfall auswaschen kann. Auch sind die Mulden zum Schutz gegen vandalisierendes Verteilen von Müll, Vermeidung von Kontamination durch Passanten oder Verwehung geschützt. Container mit Deckel sind mit einem Vorhängeschloss abschließbar. Es gibt sie in verschiedenen Größen und Ausführungen. Die Deckel sind aus Aluminium mit Gummischarnieren, aus federentlastetem Stahl oder neuerdings auch aus Kunststoff hergestellt. Die symmetrische Absetzmulde mit Deckel gibt es in den Nenngrößen 5,5 m³, 7 m³, 10 m³
Neben den standardisierten Formen gibt es auch Sonderformate mit niedriger Schüttkante zum einfacheren Beladen und auch sehr kleine Absetzmulden mit 1,8 m³. Kleine Absetzmulden können auf speziellen Pkw-Anhängern mit Kugelkopfkupplung transportiert werden.
Weitere Sonderformen sind kranbare Absetzmulden oder solche mit sehr niedrigem Rand.

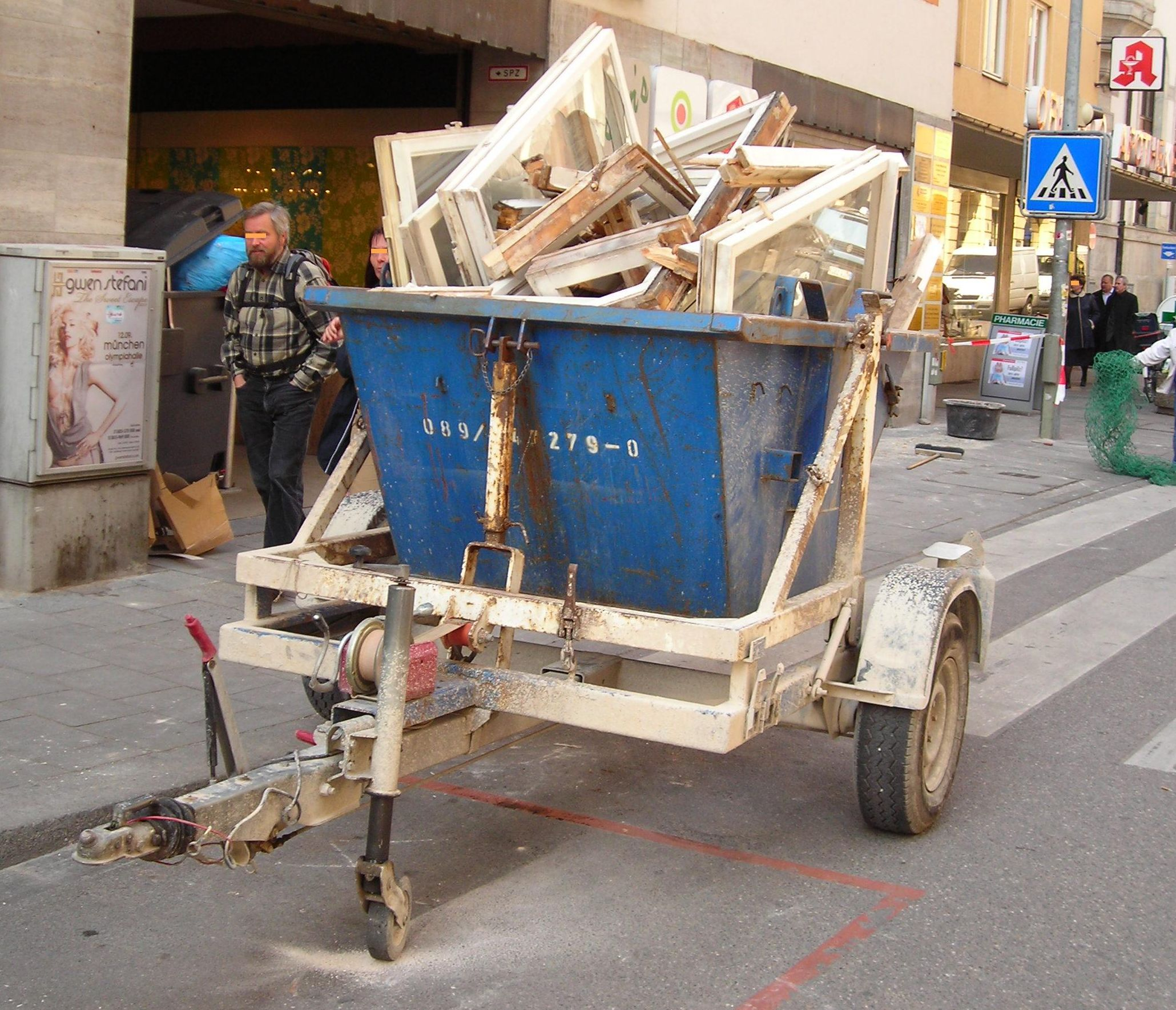
Mulde auf Pkw-Anhänger mit Kugelkopfkupplung
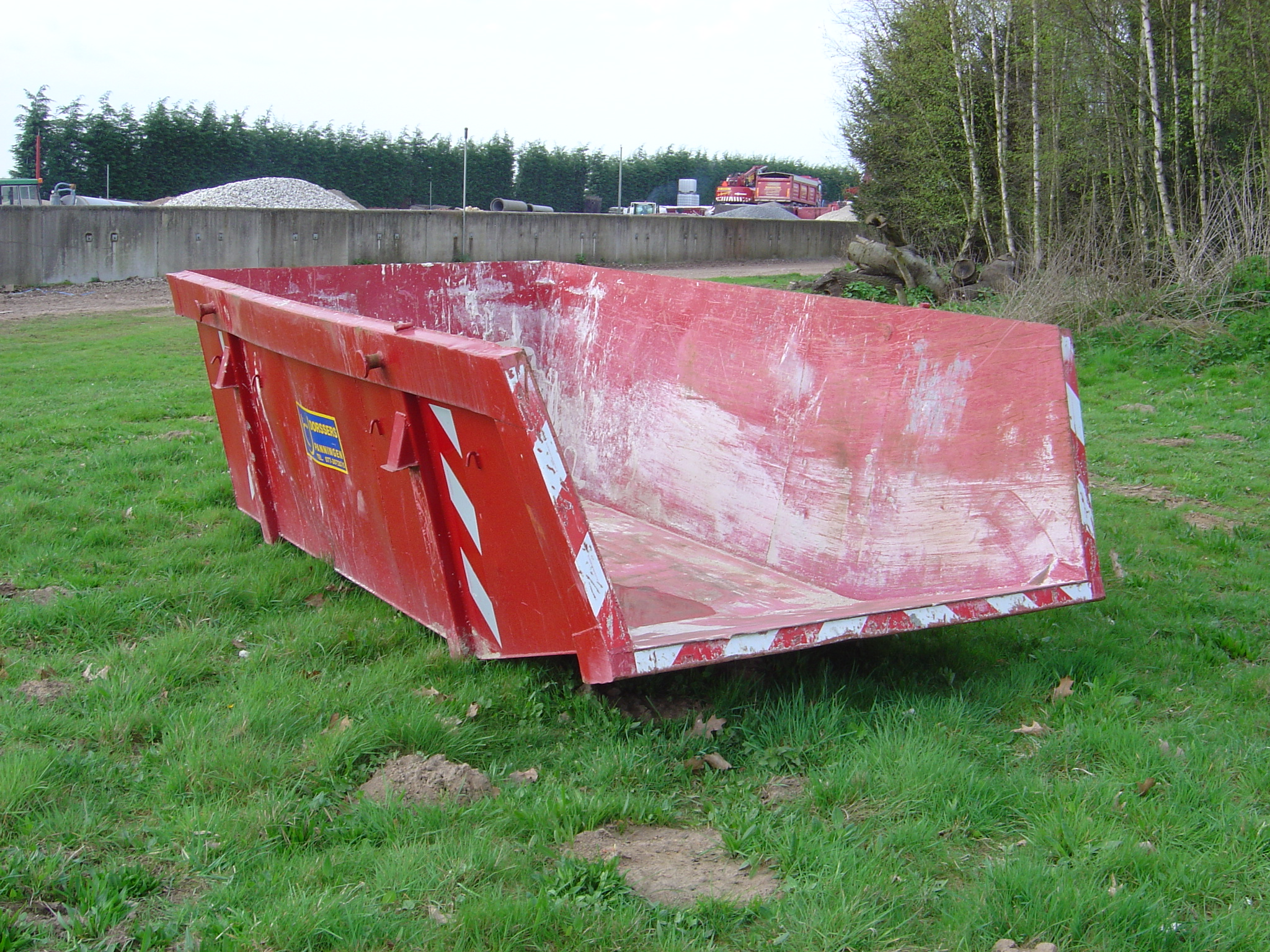
Absetzmulde mit sehr niedriger Schüttkante
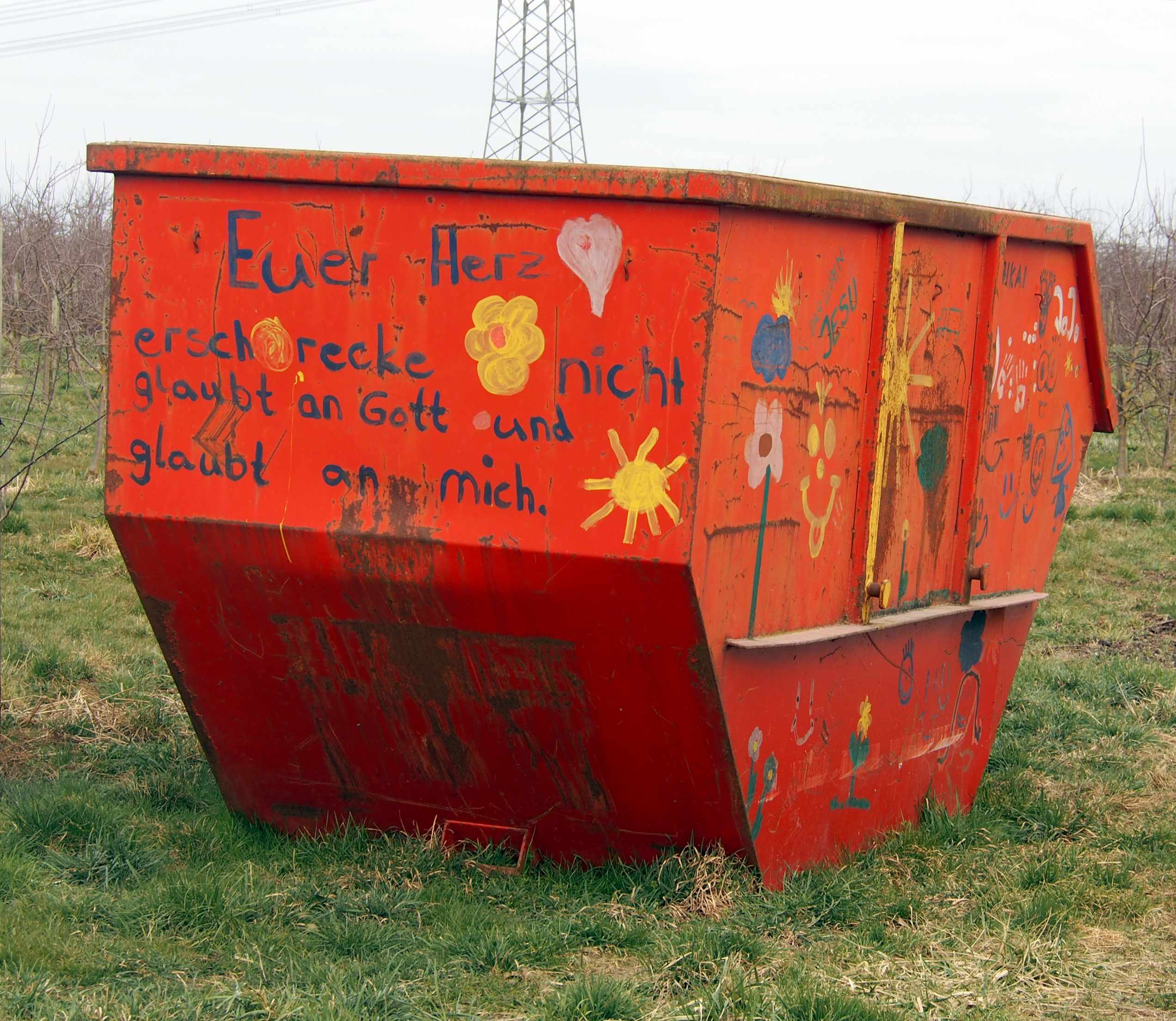
bemalte asymmetrische Mulde in einer Obstplantage
Kunst, oder kann das weg? – rostige Eisen-Bauschuttmulde in Dresden

## Benutzung

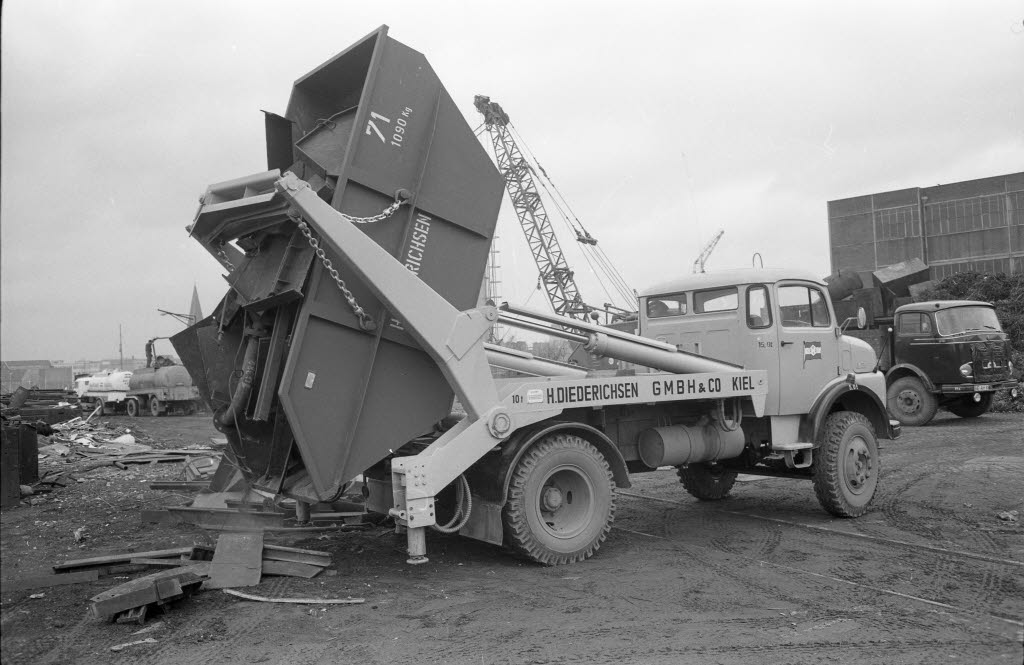
Absetzmulde in Abkipp-Position

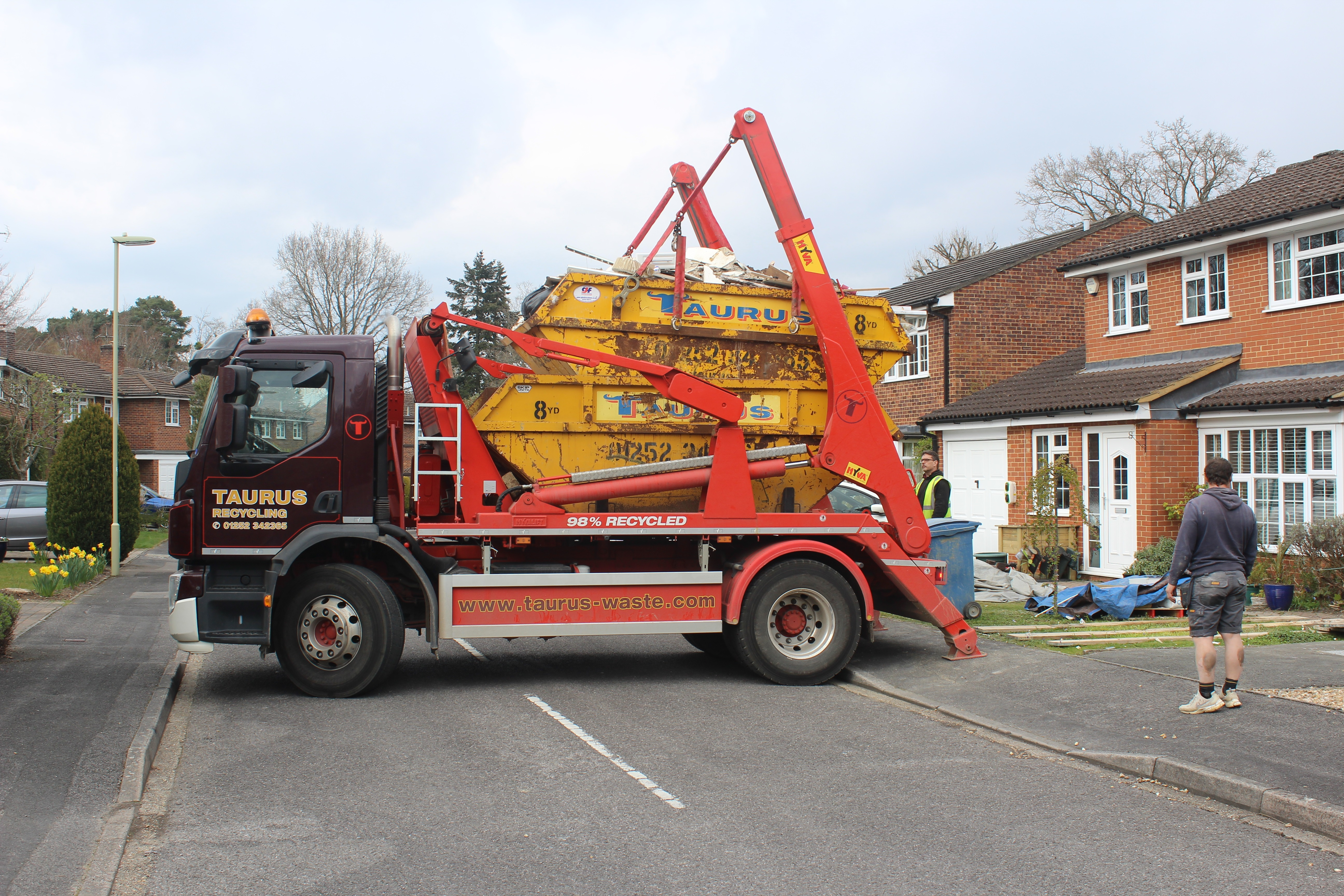
Absetzkipperfahrzeug, das Skips austauscht

Absetzmulden werden meist mit einem Absetzkipperfahrzeug transportiert. Der Absetzkipper hat neben seiner Ladefläche zwei nach hinten klappbare und ausfahrbare Arme, zwischen diesen steht die Absetzmulde zum Transport.
Zum Absetzen werden auf beiden Seiten zwei Ketten an den Aufhängezapfen der Mulde befestigt, und die Absetzarme heben die Mulde über das Heck hinter das Fahrzeug hinaus.
Das Schüttgut in der Mulde kann vom Absetzkipperfahrzeug auch abgekippt werden. Dazu werden die Arme wie beim Absetzen über das Heck hinausgefahren, aber die Mulde mit einem Haken am hinteren Teil der Ladefläche in der Fahrzeugmitte festgehalten und die Mulde wird nach hinten ausgekippt.

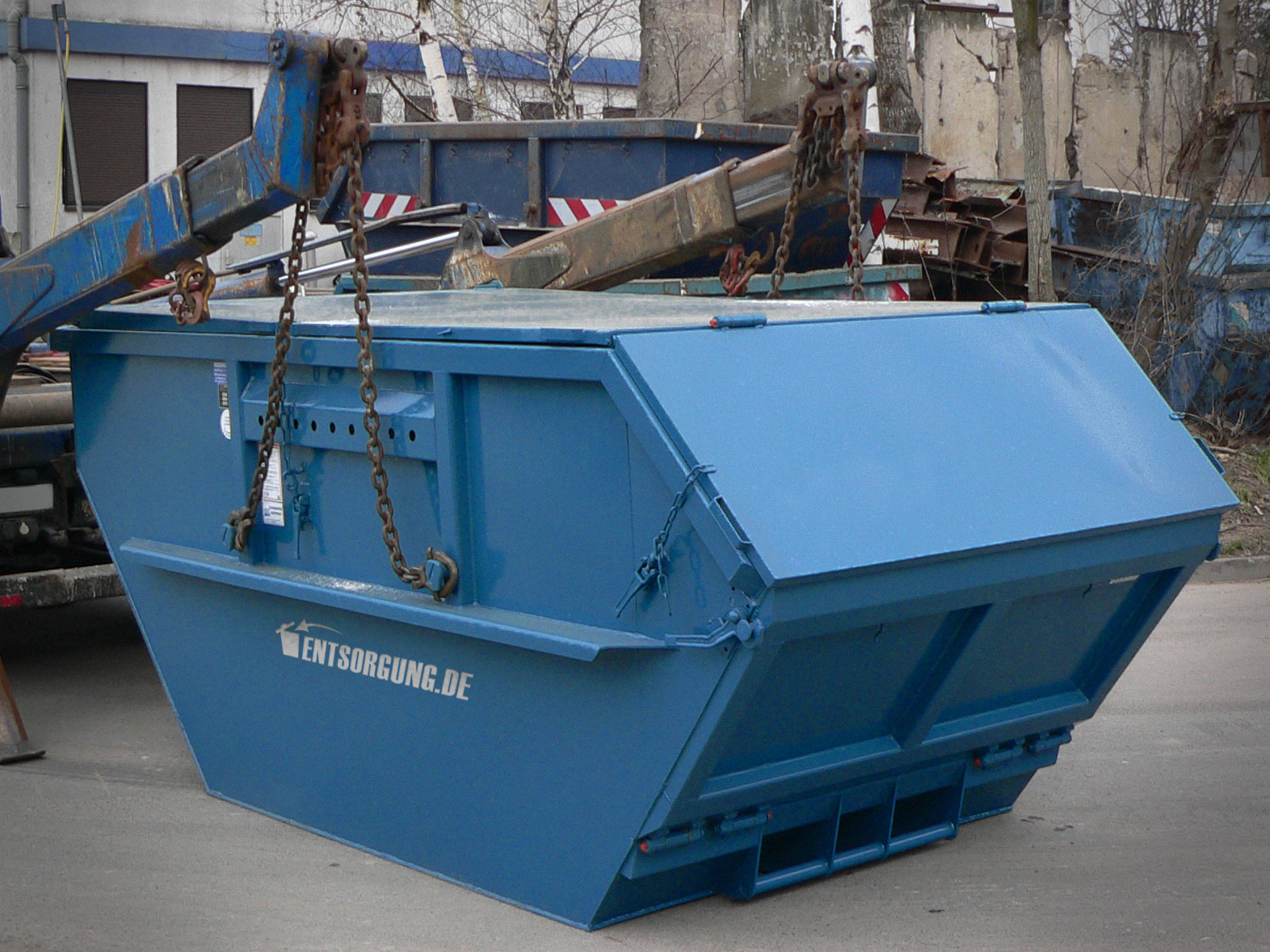
Absetzmulde (Form A)

Die Mulde kann nicht nur direkt hinter das Fahrzeug gestellt werden, sondern auch durch unterschiedliches Ausfahren der Absetzarme gedreht werden, um die Mulde z. B. in eine Parklücke zu stellen.